# Moritz Brosig
Moritz Brosig, född 15 oktober 1815 i Fuchswinkel vid Patschkau i Oberschlesien, död 24 januari 1887 i Breslau, var en tysk tonsättare.
Brosig var domkyrkoorganist och domkapellmästare i Breslau, privatdocent i musik vid universitetet och andre direktör vid institutet för katolsk kyrkomusik i samma stad samt hedersledamot av Ceciliaakademien i Rom. Han var en flitig och gedigen kyrkokompositör. Han skrev bland annat mässor med orkester och med orgel, sju häften gradualer och offertorier, omkring 30 häften orgelmusik, en koralbok samt en harmonilära (fjärde upplagan 1899).